# Ayoub Skouma
Ayoub Skouma (ur. 22 marca 1987 w Casablance) – marokański piłkarz, grający jako środkowy pomocnik. Od 2022 roku wolny zawodnik.

## Klub

### Wydad Casablanca
Zaczynał karierę w Wydadzie Casablanca. Grał tam w rezerwach do 2007 roku. Był mistrzem kraju w 2009 roku.
W sezonie 2011/2012 (pierwszym w bazie Transfermarkt) zagrał 8 meczów i miał asystę.
W sezonie 2012/2013 rozegrał dwa mecze.

### Khaitan SC
2 stycznia 2013 roku przeniósł się do Khaitan SC.

### Difaâ El Jadida
14 sierpnia 2013 roku przeniósł się do Difaâ El Jadida. W tym zespole zadebiutował 1 września 2013 roku w meczu przeciwko Hassania Agadir (porażka 1:0). Grał całą drugą połowę. Pierwszą asystę zaliczył 15 grudnia 2013 roku w meczu przeciwko Wydad Fès (wygrana 4:1). Asystował przy bramce Ahmeda Chagou w 87. minucie. Łącznie zagrał 20 meczów i raz asystował. 

### Ittihad Khémisset
1 grudnia 2014 roku został zawodnikiem Itthad Khémisset. W tym zespole zadebiutował 21 grudnia 2014 roku w meczu przeciwko Chabab Atlas Khénifra (porażka 0:1). Wszedł na boisko w 72. minucie, zastąpił Youssefa Ezzouhriego. Łącznie zagrał 17 meczów.

### FUS Rabat
29 maja 2015 roku przeniósł się do FUS Rabat. W tym zespole zadebiutował 6 września 2015 roku w meczu przeciwko Raja Casablanca (wygrana 2:0). Grał 66 minut, zmienił go Badr Boulahroud. Pierwszą asystę zaliczył 25 maja 2016 roku w meczu przeciwko Ittihad Tanger (wygrana 2:1). Asystował przy golu Ass Mandawa Sy w 71. minucie. Pierwszego gola strzelił 10 grudnia 2016 roku w meczu przeciwko Kawkab Marrakesz (wygrana 3:2). Do siatki trafił w 44. minucie. Łącznie zagrał 103 mecze, strzelił 10 goli i miał 11 asyst. Został mistrzem kraju w sezonie 2015/2016.

### Powrót do Wydadu
29 października 2020 roku powrócił do Wydadu Casablanca. Ponownie w tym zespole zadebiutował 6 grudnia 2020 roku w meczu przeciwko Youssoufia Berrechid (wygrana 2:0). Wszedł na boisko w 80. minucie, zastępując Yahya Jabrane. Łącznie po powrocie zagrał 6 meczów i raz asystował. Zdobył z tym zespołem: dwa razy mistrzostwo kraju (2020/21, 2021/22) oraz Afrykańską Ligę Mistrzów (2021/22).
Opuścił klub 1 sierpnia 2022 roku.